# Oscar Lamm
Oscar Ludvig Lamm, född 8 juni 1848 i Stockholm, död där 24 september 1930,, var en svensk ingenjör och företagsledare.
Oscar Lamm blev 1866 student vid Uppsala universitet, avlade där bergsexamen 1873 samt var elev vid Teknologiska institutet 1873-1874. Efter anställning som ingenjör vid Finspångs bruk 1874–1876 deltog Lamm i 
Gustaf De Lavals försök med dennes mjölkseparator 1878 samt bildade tillsammans med De Laval AB Separator, vars verkställande direktör Lamm var till 1886. Lamm var 1887-1909 verkställande direktör för Nya AB Atlas i Stockholm.

## Familj
Oscar Lamm var av Heleneborgsgrenen av släkten Lamm, och son till grosshandlare Ludvig Lamm (1810-1891), som var bror till Jacques Lamm; hans mor var Fanny, född Goldschmidt (1823-1886) från Hamburg. Han gifte sig 1887 med Louise (Lilly) Lipschütz från Hamburg. Barn: Alfhild Fanny; Harry Ludvig; Dagmar Helena; Margit Selma; Sigrid Marianne och Karin Ingeborg.  